# Bemanonga
Bemanonga is een plaats en gemeente in Madagaskar gelegen in het district Morondava van de regio Menabe. Er woonden bij de volkstelling in 2001 ongeveer 22.000 mensen.
In de plaats is basisonderwijs en voortgezet onderwijs voor jongeren beschikbaar. 52% van de bevolking is landbouwer en 8% houdt zich bezig met de veeteelt. Het belangrijkste gewas is rijst, maar er worden ook pinda's en limabonen verbouwd. De industriesector en dienstensector zijn goed voor respectievelijk 7% en 3% van de plaatselijke economie. 30% van de bevolking werkt in de visserij.